# Giải John Bates Clark
Giải John Bates Clark là một giải thưởng của Hội Kinh tế Hoa Kỳ trao hai năm một lần, mỗi lần chỉ cho một học giả kinh tế học trẻ (dưới 40 tuổi) mang quốc tịch Hoa Kỳ hay Canada có đóng góp lớn lao cho tư tưởng và lý luận kinh tế học. Cùng với Giải thưởng kinh tế học của Ngân hàng Thụy Điển để tưởng niệm Nobel (gọi tắt là Giải Nobel kinh tế), đây là một trong hai giải thưởng danh giá nhất dành cho các nhà kinh tế học. Người ta tính ra rằng, có tới gần 40% số học giả kinh tế nhận Giải John Bates Clark lại nhận tiếp Giải Nobel kinh tế sau khoảng 22 năm (tính bình quân).
Cho đến nay đã có các nhà kinh tế sau nhận Giải John Bates Clark (con số trong ngoặc phía sau tên ai là năm người đó nhận tiếp Giải Nobel kinh tế):
- 1947 Paul A. Samuelson (1970)
- 1949 Kenneth E. Boulding (hai quốc tịch Anh và Hoa Kỳ)
- 1951 Milton Friedman (1976)
- 1953 Không trao giải
- 1955 James Tobin (1981)
- 1957 Kenneth J. Arrow (1972, cùng với John R. Hicks)
- 1959 Lawrence R. Klein (1980)
- 1961 Robert M. Solow (1987)
- 1963 Hendrik S. Houthakker (hai quốc tịch Đức và Hoa Kỳ)
- 1965 Zvi Griliches (hai quốc tịch Litva và Hoa Kỳ)
- 1967 Gary S. Becker (1992)
- 1969 Marc Leon Nerlove
- 1971 Dale W. Jorgenson
- 1973 Franklin M. Fisher
- 1975 Daniel McFadden (2000, với James J. Heckman)
- 1977 Martin S. Feldstein
- 1979 Joseph E. Stiglitz (2001, với George A. Akerlof và A. Michael Spence)
- 1981 A. Michael Spence (2001, với George A. Akerlof và Joseph E. Stiglitz)
- 1983 James J. Heckman (2000, với Daniel McFadden)
- 1985 Jerry A. Hausman
- 1987 Sanford J. Grossman
- 1989 David M. Kreps
- 1991 Paul R. Krugman (2008)
- 1993 Lawrence H. Summers
- 1995 David Card (quốc tịch Canada)
- 1997 Kevin M. Murphy
- 1999 Andrei Shleifer (hai quốc tịch Nga và Hoa Kỳ)
- 2001 Matthew Rabin
- 2003 Steven Levitt
- 2005 Daron Acemoglu (hai quốc tịch Thổ Nhĩ Kỳ và Hoa Kỳ)
- 2007 Susan C. Athey (phụ nữ đầu tiên nhận Giải John Bates Clark)
- 2009 Emmanuel Saez

John Bates Clark (1847-1938), người mà giải thưởng này mang tên, là một học giả kinh tế học lỗi lạc của Hoa Kỳ cuối thế kỷ 19, đầu thế kỷ 20.